# 乔希·邓克利-史密斯
乔希·邓克利-史密斯（英語：Josh Dunkley-Smith，1989年6月28日—），澳大利亚男子赛艇运动员。他曾代表澳大利亚参加2012年和2016年夏季奥林匹克运动会赛艇比赛，获得二枚银牌，均来自男子四人单桨无舵手项目。